# Eurípedes Barsanulfo
Eurípedes Barsanulfo (Sacramento, 1 de maio de 1880 — Sacramento, 1 de novembro de 1918) foi um educador, político, jornalista, e médium brasileiro, um dos expoentes e pioneiros do espiritismo no país. Notório principalmente por sua atividade na educação brasileira e no tratamento espiritual, fundou o primeiro colégio espírita do país, o Colégio Allan Kardec, que disponibilizou educação gratuita para milhares de pobres e órfãos.

## Primeiros anos: educador, vereador e filantropo
Nascido em berço católico, foi o terceiro de 15 irmãos, filho de Hermógenes Ernesto de Araújo (Seu Mogico) e de Jerônima Pereira de Almeida (Dona Meca). Foi batizado na antiga Igreja Matriz, pelo padre Manoel Rodrigues da Paixão, muito benquisto na cidade, e que envergou a batina após tornar-se viúvo.
Aluno do Colégio Miranda, em Sacramento, sob direção do Prof. João Derwil de Miranda, desde cedo auxiliava os professores, explicando as matérias aos colegas de classe. 
Egresso do colégio, passou a trabalhar na escrituração comercial das duas lojas do pai, comerciante no ramo têxtil, passando a auxiliar, também desde cedo, na manutenção do lar.
Em 1902 fundou, com seus antigos professores João Gomes Vieira de Melo, Inácio Martins de Melo e outros, o Liceu Sacramentano, onde passou a lecionar. Alguns alunos do Liceu, estimulados por Eurípedes, mais tarde fundaram um serviço de assistência aos necessitados, denominado Sociedade dos Amiguinhos dos Pobres. Na mesma época, Eurípedes participou da fundação do jornal semanal Gazeta de Sacramento, em que publicava artigos sobre economia, literatura, filosofia, etc., estreando, assim, como jornalista.
Autodidata, adquiriu conhecimentos de Medicina e Direito, além de Astronomia, Filosofia, Matemática, Ciências Físicas e Naturais e Literatura, mesmo sem ter cursado o ensino superior.
Tornou-se líder em sua cidade por seu trabalho no magistério e na imprensa. Elegeu-se vereador em 1902, por insistência de seu genitor, que argumentava com o filho que sua popularidade era superior mesmo ao do então Presidente da Câmara Municipal, Coronel José Afonso de Almeida. Assim sendo, exerceu a vereança por dois mandatos, e durante seis anos, beneficiou a população de sua cidade com luz e bondes elétricos, água encanada e cemitério público.
Aos 22 de idade, ocupava cinco posições de alta responsabilidade na pequena Sacramento: professor e Diretor do Liceu Sacramentano, vereador, jornalista e, como ainda era católico, Secretário da Irmandade São Vicente de Paulo, também conhecida como Conferência de São Vicente de Paulo.

## Contato com a Doutrina dos Espíritos
Antes da conversão ao espiritismo, parentes de Eurípedes realizavam sessões mediúnicas na Fazenda Santa Maria, distante 14 km do centro de Sacramento, na residência de propriedade do Capitão Joaquim Gonçalves de São Roque e sua esposa Ana Petronilha de Araújo, tios-avós de Eurípedes. As sessões, ricas de fenômenos, eram assistidas por lavradores da região e suas famílias, além de moradores de Sacramento. Um desses participantes, a quem Eurípedes dedicava especial atenção, seu tio Mariano da Cunha Júnior, chamado Sinhô Mariano, foi responsável pelo primeiro contato de Eurípedes com a Doutrina Espírita em 1903. O tio, de materialista convicto passara a espírita, e chamou a atenção do sobrinho, que recebeu de suas mãos a obra "Depois da Morte", de Léon Denis.
Eurípedes encontra no livro conceitos filosóficos sobre a vida e a morte que lhe parecem corretos, e encontra, na reencarnação, as explicações racionais acerca da responsabilidade de cada um e a causa para os desequilíbrios físicos, morais e sociais. Mesmo com algumas dúvidas, Barsanulfo comparece às sessões espíritas e, ao ver parentes analfabetos incorporados, falando línguas diferentes e proferindo conceitos filosóficos com grande amplitude de conhecimentos, prontifica-se, a partir dali, a pesquisar o assunto, antecipando já grandes realizações no esclarecimento e amparo aos necessitados.
Logo na primeira sessão que participa na Fazenda Santa Maria, um de seus parentes, de nome Aristides, analfabeto, recebe um desafio mental de Eurípedes: "se é verdade que os mortos podem se manifestar, e se esta é uma casa de Deus, eu gostaria que João Evangelista me explicasse as bem-aventuranças". O parente, que jamais frequentara uma escola, fez a mais linda explanação bíblica que Eurípedes havia ouvido sobre as bem-aventuranças, à luz da Lei do Amor, da Lei da Reencarnação e da Lei do Progresso.
Em outra das primeiras reuniões de que participa na Fazenda Santa Maria, manifesta-se por intermédio do médium Mariano da Cunha Júnior, aquele que seria um de seus espíritos protetores: Vicente de Paulo. E o primeiro conselho que o espírito do missionário lhe outorga é: "Pois bem meu filho. Apesar da Irmandade de São Vicente de Paulo ostentar o meu nome, afaste-se dela. É meu primeiro conselho. Não esconda sua nova posição religiosa; pelo contrário, propague-a aos quatro ventos, é meu segundo conselho. Nada tema porque eu o assisto desde o seu nascimento". Ou seja, fora o próprio espírito de Vicente de Paulo que o instara a afastar-se de sua ordem na esfera católico-romana. A estrada de Damasco de Eurípedes Barsanulfo foi, sem dúvida, a Fazenda Santa Maria.  
Têm início então as manifestações de seu parapsiquismo (mediunismo-animismo). Ao tentar esclarecer seus ex-companheiros e familiares católicos, foi rechaçado, contudo perseverou. Chegou a pedir perdão a seu tio Mariano, por tê-lo ridicularizado anteriormente quanto à sua fé espírita. Um dos que se uniram aos trabalhos na Fazenda Santa Maria foi Frederico Peiró, espírita e imigrante espanhol que então residia em Uberaba-MG, conforme relata sua neta, Lia Peiró e o qual deu origem ao nome do bairro daquela cidade, Peirópolis.
Ocorreu então uma transformação em sua vida: mudou-se da casa de seus pais, e despediu-se do padre Antônio Teodoro da Rocha Maia. Jamais erguia a voz contra seus opositores ferrenhos, notadamente os padres, que viam as igrejas esvaziadas mesmo aos domingos, e que iniciaram uma campanha contra o médium. Nesse ínterim, fundou o "Grupo Espírita Esperança e Caridade", em 1905, onde, além de realizar reuniões mediúnicas e doutrinárias, também prestava auxílio aos mais necessitados. Lá instalou uma farmácia homeopática e alopata, denominada pelo povo de "farmácia de Seuripe", corruptela de "Seu Eurípedes".

## Fundação do Colégio Allan Kardec
Com a conversão ao espiritismo, as coisas no Liceu Sacramentano ficaram difíceis, os alunos rarearam, os móveis foram recolhidos e o prédio foi requisitado pelos proprietários. Conforme relatam Corina Novelino e Armilon Ribeiro de Mello, no auge do desalento, Eurípedes recebe a visita de um espírito de alta envergadura, mas repele-o, imaginando que o seu estado de desespero não atrairia senão um espírito mistificador. Mas o visitante insiste, deixa o médium inconsciente e escreve por seu intermédio: 
"Meu filho, não feche a escola. Apague da placa o nome 'Liceu Sacramentano', que guarda resquícios da vaidade humana e coloque 'Colégio Allan Kardec'. Dê aulas do Evangelho do meu Filho às quartas-feiras e monte um curso de Astronomia. Repetiu: monte um curso de Astronomia. O novo colégio terá a proteção do meu manto de amor. Maria, serva de Deus".
Em 31 de janeiro de 1907, cria o Colégio Allan Kardec, onde os alunos recebiam aulas do Evangelho de Jesus á luz da doutrina espírita e, ainda de Astronomia. Além de exercer a direção do colégio, o próprio ministrava aulas de Matemática, Geometria, Aritmética, Trigonometria, Ciências naturais, Botânica, Zoologia, Geologia e Paleontologia, Português, Francês, Astronomia, Inglês e Castelhano.
Baseava-se na orientação pedagógica de Johann Heinrich Pestalozzi, visto que se fazia amigo dos alunos e não apenas mestre, não impunha castigos - numa época em que ainda se aplicava a Palmatória -, não se limitava a transferir conhecimentos aos alunos mas educava-os no caminho do bem, e criou a "Associação dos Amiguinhos dos Pobres", junto com os jovens, que fazia leilões aos sábados com o que arrecadavam com parentes e amigos: livros, frutas, objetos. Além disso, gostava de lecionar manuseando o livro da natureza, tanto astronomia como as demais ciências naturais.
O ex-aluno de Eurípedes Antenor Germano da Silva relatou ao autor de "Eurípedes Barsanulfo o Apóstolo da Caridade", Jorge Rizzini, ser comum que visitantes externos interrogassem os alunos quando dos exames finais sobre este ou aquele ponto. Numa oportunidade, levantou-se um senhor com anel de doutor e instou o aluno Antônio Pinto Velada a discorrer sobre a pequena e grande circulação do sangue. O desconhecido elogiou-o. Depois arguiu uma aluna sobre a respiração. Ela o satisfez. E o consulente fez nova pergunta a Antenor, agora sobre a composição química do sangue. De braços cruzados, o examinador afirma que não concordava com o aluno. Eurípedes confirmou a resposta. O aluno Antenor Germano não resistiu, pegou o Compêndio de Ciências Naturais e abriu justamente na página que tratava da questão, levando-a às vistas do doutor visitante.

## Mediunato e Curas
Eurípedes fora prevenido pelos espíritos acerca das perseguições e incompreensões de adversários e mesmo de parentes e amigos. Isso seria uma espécie de chancela de sua missão, agora em outra vertente. A primeira cura realizada por Eurípedes foi a do Sr. Carlos. Eurípedes pergunta ao tio Mariano onde morava o "Senhor Carlos". Mariano informa que ele morava em um caminho ermo na mata. Ninguém o visitava, dada a sua condição de leproso (hanseniano). "Mas por que quer saber?", perguntou o tio. "Porque o Carlos está há três dias sem comer e beber nada, temos que visitá-lo imediatamente", respondeu Eurípedes. Essa era uma das características da mediunidade exuberante de Eurípedes Barsanulfo: chegava aos lugares para realizar algum tratamento ou cura, sem que sequer fosse chamado.
O pai de Amir Salomão Jacob foi outro beneficiado com a cura de difteria por Eurípedes Barsanulfo, conforme depoimento do filho. Abre a farmácia espírita Esperança e Caridade, com ajuda de seu Pai "Mogico", de Frederico Peiró e outros amigos. No preparo dos remédios, auxiliam sua mãe, "Dona Meca", além de suas irmãs e Dona Amália Ferreira de Melo, grande missionária que se tornou sua Secretária. A farmácia foi transferida para a Chácara Triângulo para onde hoje se localiza o Recanto da Prece, que foi dirigido pelas sobrinhas de Eurípedes, Heigorina Cunha e Nizinha Cunha.
Passa a receitar e curar também sob orientação do espírito de Bezerra de Menezes, e sua farmácia era cada vez mais procurada, numa época em que a medicina detinha poucos recursos e as pessoas não possuíam quase recurso algum.  
Uma das mediunidades mais extraordinárias de Eurípedes Barsanulfo era a de desdobramento e de bicorporeidade. Quando de um dos partos que realizou em transes da espécie, estava em sala de aula no Colégio Allan Kardec e avisou aos alunos que o marido de uma senhora a quem ele acabara de realizar o parto - em desdobramento espiritual - estava chegando a cavalo, em roupa de montaria. Pediu aos jovens que se levantassem assim que ele adentrasse na sala. Nesse exato momento, entrou o homem, esbaforido, pedindo que o Prof. Barsanulfo fosse correndo fazer o parto da esposa. Comunicou-lhe então Eurípedes que já tinha realizado o parto e que tanto a mãe quanto a criança estavam bem. O homem não se convenceu, redarguiu que não o tinha visto no caminho da fazenda até o Colégio e insistiu que Eurípedes retornasse com ele. Assim que chegaram na casa, a parturiente exclamou: "O senhor não precisava vir de novo, Seu Eurípedes... eu e o bebê estamos passando bem". O professor regressou, então, ao colégio, para dar continuidade à aula.
Os fenômenos envolvendo Eurípedes Barsanulfo não têm comparação no espiritismo senão com Chico Xavier, que aliás psicografou várias mensagens suas após seu desencarne. Em outra oportunidade, conta a Sra. Dolimar Borges da Silva, que uma mulher estava à beira da morte, e pediu ao esposo que fosse até a farmácia do "Seu Eurípedes" e buscasse um remédio. O companheiro enrolou uma garrafa em papel e pôs a caminho de cavalo. Entretanto, parou primeiro em um bar, bebeu e acabou adormecendo. Voltando para casa, lembrou-se de que tinha ido a Sacramento buscar um remédio para a mulher, e deparando-se com um curso de água, que estava turva após a chuva, encheu a garrafa e deu a "bebida" à esposa, informando que Seu Eurípedes lhe deu a garrafada para que ela tomasse de duas em duas horas. A mulher, após tomar a água, pediu ao marido que avisasse ao Seu Eurípedes que estava bem melhor mas que precisava de outra receita para terminar de sarar. Quando o esposo finalmente encontra Eurípedes Barsanulfo, assim que desceu do cavalo, recebeu a garrafa com o remédio "verdadeiro" e uma advertência do professor, para que não tornasse a repetir a artimanha que havia feito da primeira vez, utilizando seu nome para dar "remédio" à esposa em seu nome, que não repetisse aquilo de novo. Ou seja, ele sabia perfeitamente o que fizera o homem às escondidas.  
Outro caso envolveu Dulce Ribeiro de Melo, filha de Franscisco de Castro de Melo, mulher do Coronel João Ribeiro de Melo, dono de uma sesmaria nas proximidades de Araxá, chamada Fazenda Caxambu. O coronel já tinha relacionamento com Eurípedes e tamanha confiança que o parto de uma de suas filhas, Marieta, foi feito por ele, em Sacramento. Pediu que o parto da Dulce também fosse feito por Eurípedes. Entretanto, a criança dava sinais de nascimento prematuro e a posição do feto não favorecia o parto. Além de começar a rezar, mandou um capataz e o filho a galope para buscar Eurípedes. Quando chegaram, o professor veio com um remédio na mão, entregou ao capataz e disse: "pode voltar que eu já assisti o nascimento da Dulce. Leve o remédio e as duas estão passando bem". Eles não acreditaram, mas quando chegaram de volta na fazenda, confirmaram que Eurípedes estivera lá, fizera o parto. Assim que recebeu o "chamamento" da prece, o espírito de Eurípedes Barsanulfo se deslocou até a Fazenda Caxambu, deixou o corpo em Sacramento, materializou-se no fenômeno de bicorporeidade, realizou o parto, assistido pelo Dr. Bezerra, e tornou a Sacramento. O fato é testemunhado pelo neto do Coronel João Ribeiro de Melo, no filme de Oceano Vieira de Melo.
Eram tantos os visitantes que vinham inclusive de outros Estados, que os próprios clérigos, combatentes abertos do espiritismo, construíam casas para alugar aos viajantes de fora, a exemplo do padre Pedro Ludovico de Santa Cruz, da Igreja-Matriz e do extinto Liceu Sacramento, ex-amigo e depois ferrenho adversário de Eurípedes Barsanulfo, que construía casas para transformar em pensões e naturalmente fazer dinheiro em razão das atividades do médium.
Diversos fenômenos parapsíquicos marcaram a vida de Eurípedes, que não se negava a ajudar onde necessário. Jamais cobrou por suas curas, de varicela, de tuberculose, de hanseníase, de tumores, gangrenas, nem mesmo recebia doações de quem tivesse posses, a não ser para as obras do Colégio e os trabalhos de assistência espiritual e da farmácia.

## Perseguições e Processo Judicial
Em 28/10/1913, chega a Sacramento o famoso Padre Feliciano Iague, de Campinas, que desafiara Eurípedes Barsanulfo para um repto público, com ampla publicidade nos meios de comunicação da época. Em um sermão anterior, fizera um ataque direto ao espiritismo, acusando a doutrina de diabólica e contrária aos ensinamentos cristãos. Mal sabia ele que Eurípedes assistiu ao seu sermão, em desdobramento. Eurípedes é avisado, mas já sabia, mas não se preocupa com as ofensas pessoais e sim com os ataques duros e mentirosos à doutrina espírita, e aceita o repto, que ocorreu no coreto de Sacramento, diante de 2 mil pessoas. Com um discurso cristalino, sob inspiração direta do espírito de Agostinho de Hipona, ou Santo Agostinho, pediu aos presentes uma prece, orou pelo Padre Feliciano Yague, e suas palavras eram compreendidas, inclusive, pelos homens mais simples, fazendo ruir os andaimes filosóficos construídos por seu desafiante. De nada adiantaram as histórias espalhadas por alguns beatos mais exaltados de que o pregador campineiro havia sido vencedor, pois o povo de Sacramento aplaudiu e quis carregar Eurípedes pela rua, que se limitou a retornar a casa e publicar um boletim com um resumo do debate, dando por encerrada a polêmica.
O Dr. João Teixeira Alves, Presidente do Círculo católico de Uberaba, moveu contra ele um processo penal sob a acusação de exercício ilegal da Medicina. Em comunicado publicado no Jornal Lavoura e Comércio, de 1º de novembro de 1918, informa que o referido círculo fora por ele fundado em 1914. Residindo em Uberaba, tornar-se-ia o mais contundente obsessor encarnado do médium, em razão tanto deste se tornar líder do espiritismo em uma região eminentemente católica, quanto pelo fato de Eurípedes devolver a saúde a dezenas de pessoas que nenhuma melhora haviam obtido no consultório do médico uberabense. O processo-crime de exercício ilegal da medicina foi parar nas mãos do juiz Fernando de Melo Viana, que mais tarde se tornou governador de Minas Gerais e Vice-Presidente da República. Após considerações preliminares sobre a liberdade de crença garantida pela Constituição brasileira de 1891, o juiz expediu ofício ao Delegado Arnaldo Alencar de Araripe, que colheu depoimentos de inúmeras pessoas curadas por Eurípedes, como Manoel Correa, português de 31 anos de idade, Lindolfo Fernandes, dentista e seu filho, Antonio Gonçalves de Araújo, sapateiro, Azaias Arantes, Maximiliano Claudio Diamantino e outros.
Os autos passaram de mão em mão, primeiro para o Juiz Braulio Vilhena, que declarou-se impedido por ser amigo do réu; posteriormente, para o juiz Adolfo Formin de Carvalho Paixão, que também ordenou fossem os autos remetidos ao substituto legal, o Juiz José Saturnino Júlio da Silva, que por seu turno também jurou suspeição, e até o escrivão Itagyba José Cordeiro se confessa suspeito, por ser amigo e aluno de Eurípedes Barsanulfo. Os autos chegam finalmente ao juiz de paz Vespasiano Augusto, que recusa a denúncia contra Eurípedes, alegando serem deficientes as informações prestadas pelas testemunhas, bem como os fatos incoerentes com os relatos da inicial. Em 8 de maio de 1918, o processo prescreve. O fato é celebrado ruidosamente em Sacramento. Meses depois, o Jornal Lavoura e Comércio informa que o Dr. João Teixeira Alvares demitia-se do Círculo Católico, informando que "retiro-me à vida privada, nunca mais me intrometendo em assuntos desta Diocese".

## Trabalho incessante e a Gripe Espanhola
As farmácias, o Colégio Allan Kardec e o Grupo Espírita Esperança e Caridade foram apenas algumas das obras desse homem que foi chamado "O Apóstolo do Triângulo Mineiro".
Em 25 de abril de 1918, Eurípedes entra em estado alterado de consciência, e Dona Amália, já acostumada, anota o que ele irá narrar. Seu mentor espiritual, Vicente de Paulo avisa-lhe que a sua missão na Terra estava concluída. Morreu aos 38 anos, no dia 1º de novembro de 1918, vítima da gripe espanhola. Mesmo acometido da moléstia, arrasadora para boa parte da população brasileira, Eurípedes não parou de atender aos que necessitavam.

## Obras
- Novos rumos da Medicina
- A Psiquiatria em função da Reencarnação